# Скит Святого Доминика (Виллалаго)
Скит Святого Доминика (итал. Eremo di San Domenico) — мужской скит Ордена Бенедиктинцев (OSB) в коммуне Виллалаго на территории епархии Сульмона-Вальвы под юрисдикцией Римско-католической церкви.
Основан в 1010 году святым Домиником Сорианским, подвизавшимся на месте скита с 1010 по 1020 год. Скит расположен на берегу горного озера Лаго-ди-Сан-Доменико.

## История
Скит Святого Доминика в Виллалаго был основан близ пещеры из известняка, в которой, по преданию, около 1000 года подвизался святой монах-бенедиктинец Доминик из Соры.
Ежегодно, 21 августа в сюда совершаются пешие паломничества из Форнелли в провинции Изерния, в Молизе. Фракция Форнелли была основана выходцами из Сульмоны, принёсшими с собой культ святого Доминика из Соры, который ныне почитается там наряду со святым Петром из Вероны. От 100 до 300 паломников отправляются в путь 19 августа в 22:00 из часовни Мадонны деле Грацие (Милостивой Богоматери) в Форнелли, получив благословение священника в церкви Святого Петра из Вероны. Путь до Виллалаго составляет более 80 км и проходит по коммунам Абруццо и Молизе — Серро-аль-Вольтурно, Пиццоне, Альфедена, Баррея, Виллетта-Баррея, Скано и Виллалаго.

## Описание
В скитскую церковь ведёт портик, в 1938 году украшенный шестью фресками местного художника Альфредо Джентиле, с изображением сцен из жизни святого Доминика и историй некоторых совершённых им чудес. В 2012 году они были восстановлены после разрушительного землетрясения 2009 года.
В церкви за алтарем стоит статуя святого основателя, а справа у входа в храм находится фреска Мадонны с младенцем, сохранившаяся лишь фрагментарно. Из бифория на крыльце в притворе церкви открывается прекрасный вид на озеро Лаго-ди-Сан-Доменико.
В скиту находится часть деревянной скамьи святого Доминика, другая часть как реликвия хранится в главном храме коммуны Виллалаго. Здесь также хранят коренной зуб основателя, который святой подарил жителям Виллалаго в знак своего особого к ним расположения.